# Canyon en fente

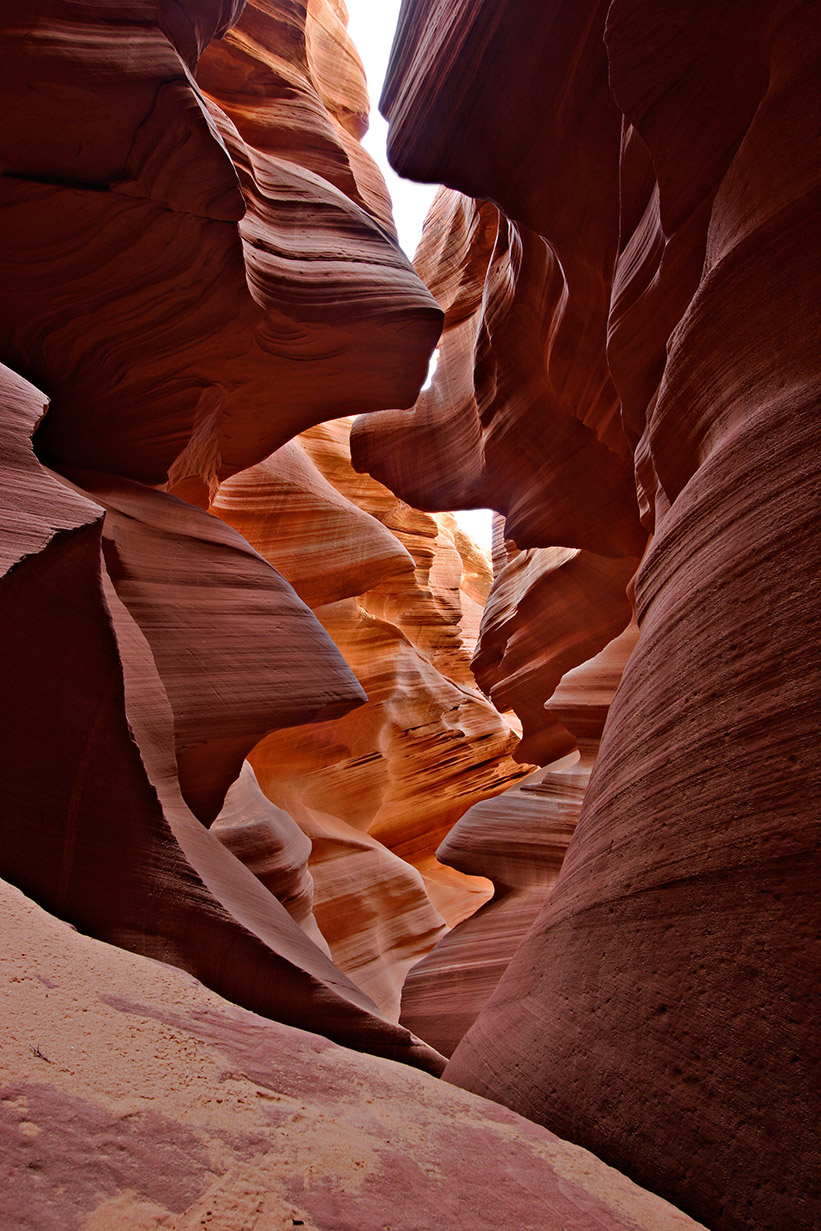
Une partie du Antelope Canyon, en Arizona.

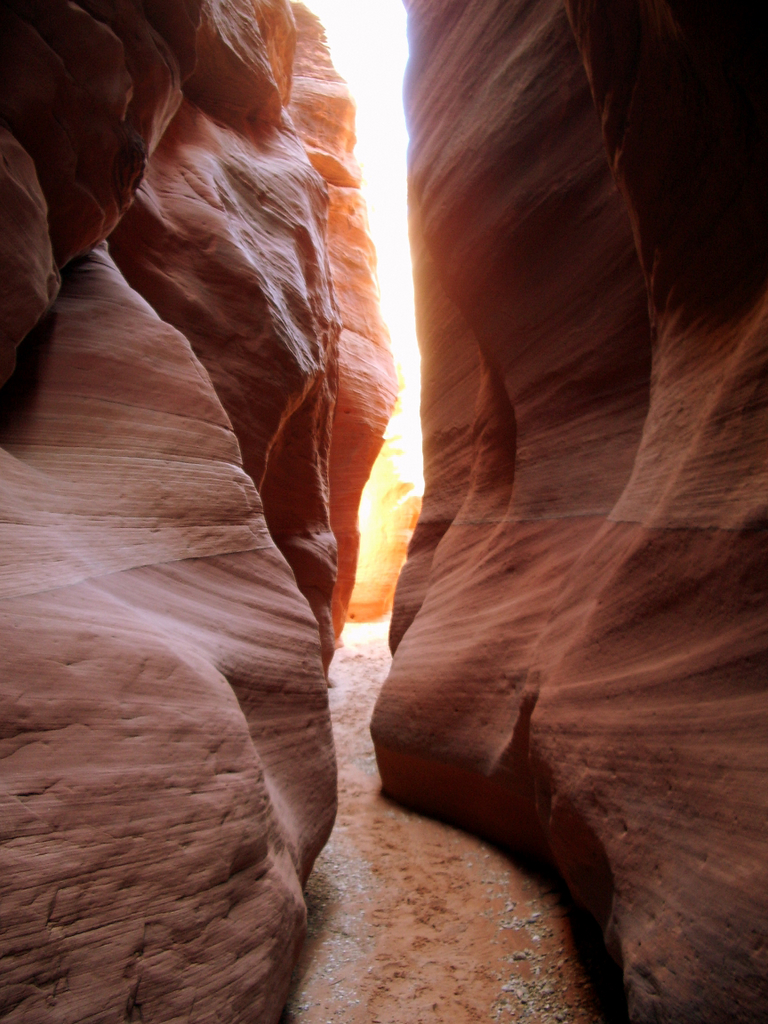
Entrée du Buckskin Gulch, le plus long canyon en fente du monde, en Utah.

Un canyon en fente (slot canyon en anglais) est un canyon étroit formée du ruissellement de l'eau à travers la roche. Un canyon en fente est beaucoup plus profond que large. Certains d'entre eux font moins d'un mètre de large pour une profondeur de 30 mètres.
La plupart des canyons en fente se forment dans des structures de grès ou de calcaire, bien qu'on en observe certains formés dans le granite et le basalte.

## Canyons en fente dans le monde
Les canyons en fente tendent à se former dans des zones ayant peu de précipitations. Plusieurs canyons de ce type bien connus sont situés dans le Sud-Ouest des États-Unis. On en retrouve également dans le parc naturel de la Sierra et des gorges de Guara, dans le Nord de l'Espagne, dans les Pyrénées françaises et espagnoles, dans les montagnes Bleues australiennes et en Algérie (massif des Aurès et au Sahara).

### États-Unis
L'Utah est réputé pour avoir la plus grande concentration de canyon en fente au monde. Ces derniers se répartissent dans le parc national de Zion, le parc national de Bryce Canyon et au Monument national de Grand Staircase-Escalante.
On retrouve également dans cet état le Buckskin Gulch, le plus long canyon en fente du monde. 
Le nord de l'Arizona contient aussi son lot de canyons en fente. Certains d'entre eux se retrouvent au parc national de Zion, d'autres dans le parc national de la vallée de la Mort. Près de Page, on retrouve le Antelope Canyon et le Secret Canyon.

### Europe
Il existe un certain nombre de canyons à fentes en Espagne, en particulier dans les contreforts arides des Pyrénées, comme sur la rivière Balcez.  Il existe une vaste industrie touristique construite autour du canyoning dans cette région. En Tchéquie, il existe un canyon spectaculaire dans les montagnes de Teplice appelé Petite Sibérie en raison du microclimat, qui est plusieurs degrés plus froid que la région environnante.

### France
Les gorges du Fier, en Haute-Savoie non loin d'Annecy, sont un exemple de canyon en fente dans du calcaire.

## Crues
Des orages, même à grande distance, peuvent causer des crues dans les canyons en fente. En avril 2005, deux étudiants se noient en Utah dans un canyon en fente, tout comme un couple en septembre 2008,.

## Dans la culture populaire
- Le canyon en fente Sîq, à  Pétra, en Jordanie, a été utilisé comme lieu de tournage pour le film Indiana Jones et la Dernière Croisade.
- Le livre Plus fort qu'un roc décrit l'histoire d'Aron Ralston, un alpiniste américain qui est resté pris plusieurs jours dans un canyon en fente, le Blue John Canyon.